# Barrio de la Salud
Barrio de la Salud är en ort i Mexiko.   Den ligger i kommunen Las Vigas de Ramírez och delstaten Veracruz, i den sydöstra delen av landet, 210 km öster om huvudstaden Mexico City. Barrio de la Salud ligger 2 505 meter över havet och antalet invånare är 186.
Terrängen runt Barrio de la Salud är kuperad åt sydost, men åt nordväst är den bergig. Terrängen runt Barrio de la Salud sluttar norrut. Runt Barrio de la Salud är det ganska tätbefolkat, med 90 invånare per kvadratkilometer. Närmaste större samhälle är Perote, 16,2 km väster om Barrio de la Salud. I omgivningarna runt Barrio de la Salud växer i huvudsak blandskog.